# Liopholidophis sexlineatus
Liopholidophis sexlineatus — вид змій родини Pseudoxyrhophiidae. Ендемік Мадагаскару.

## Поширення і екологія
Liopholidophis sexlineatus мешкають на Центральному плато та на південному сході Мадагаскару. Вони живуть на відкритих ділянках поблизу води, трапляються на рисових полях. Ведуть напівводний спосіб життя.